# ブダペスト国際博覧会
ブダペスト国際博覧会（ブダペストこくさいはくらんかい, World Exhibition Hunting, Expo 1971）は、1971年8月27日から9月30日までハンガリーのブダペストで開催された国際博覧会（特別博）である。テーマは「Influence of hunting in man and arts」。34ヶ国が参加し、会期中190万人が来場した。